# 溫采巴赫河

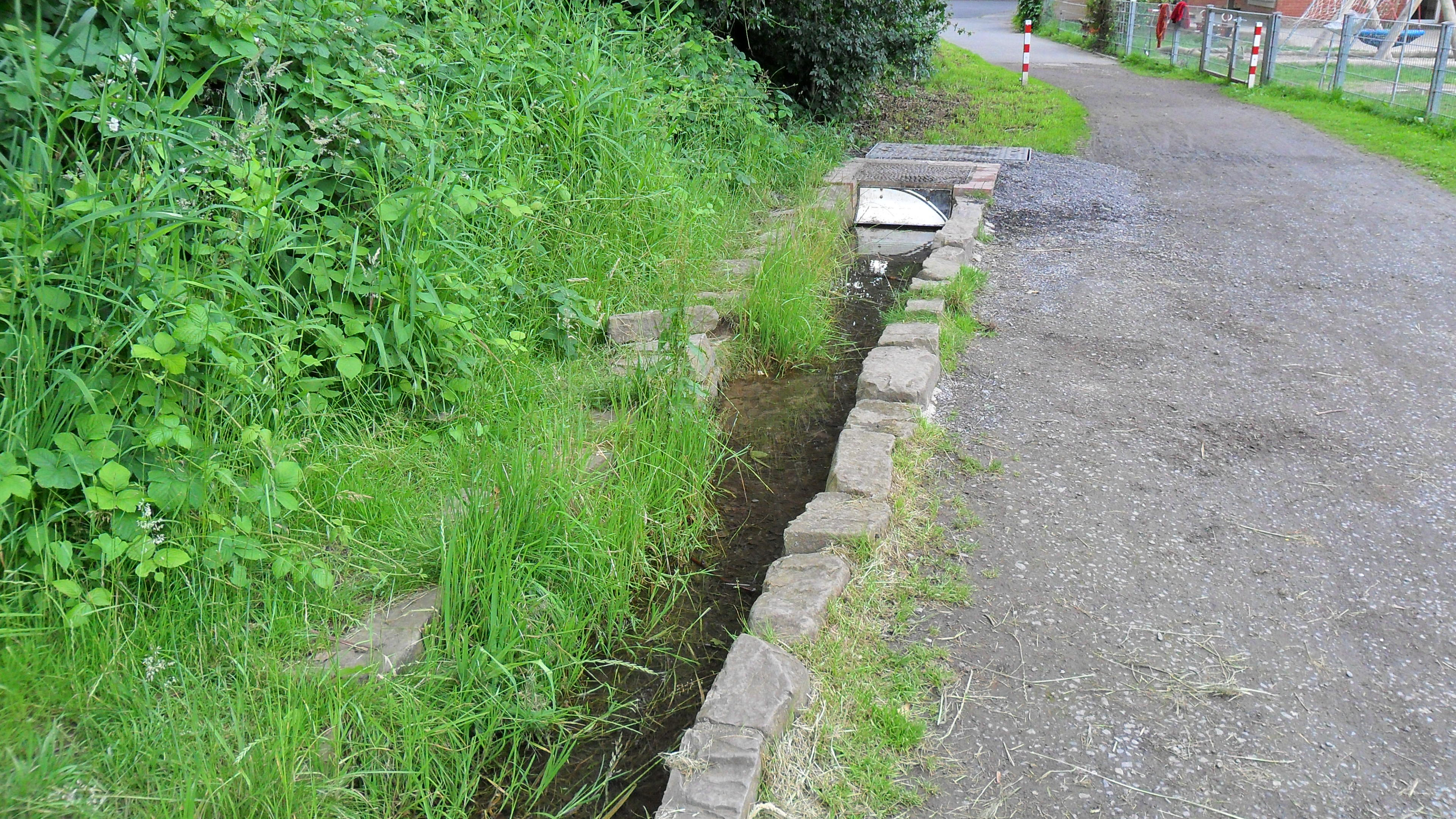
溫采巴赫河

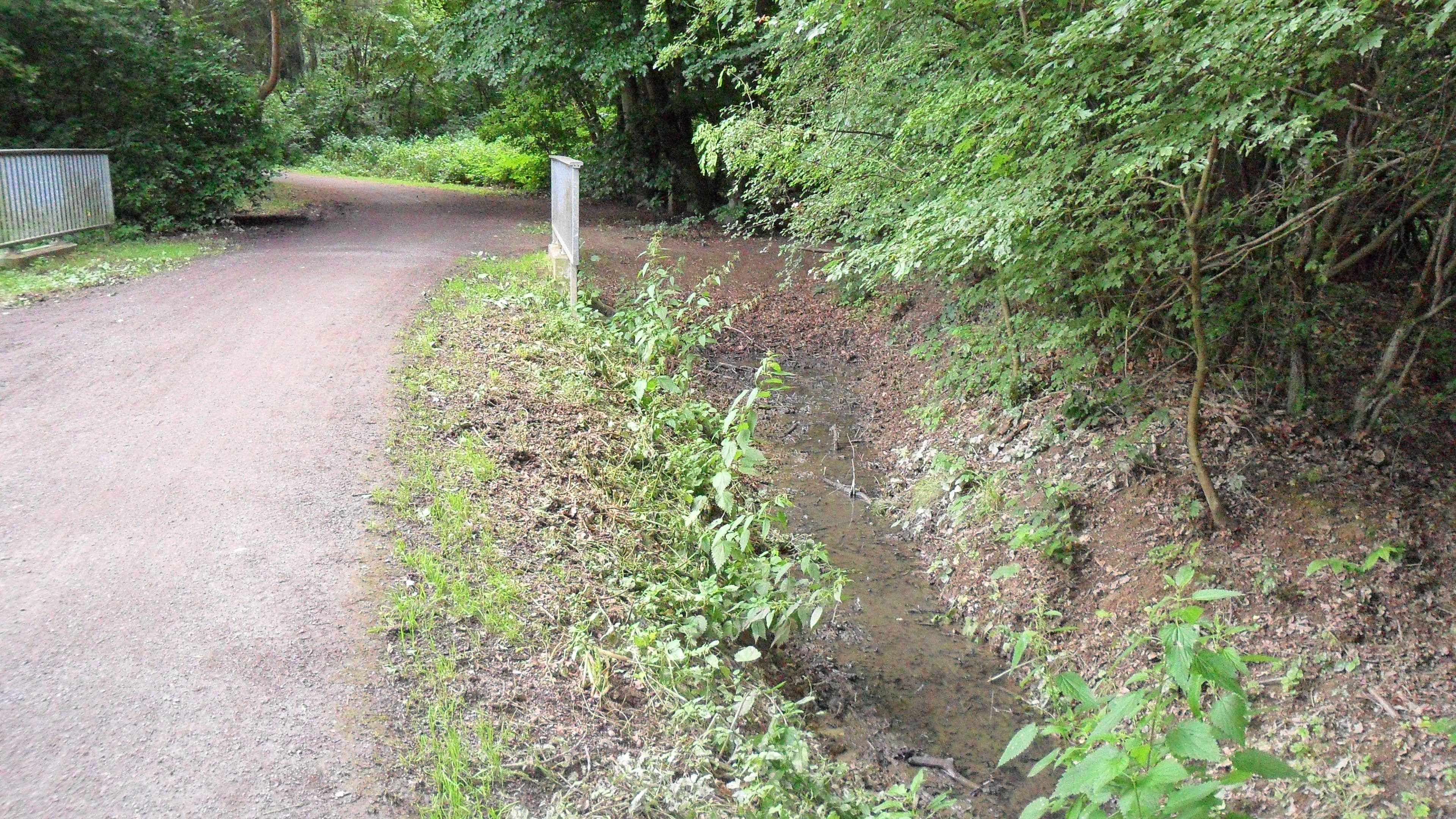
溫采巴赫河

溫采巴赫河（德語：Winzerbach），是德國的河流，位於該國西部，處於北萊茵-威斯特法倫州，屬於安娜伯貝格巴赫河的支流，河道全長1公里，流域面積1平方公里。